# Shire of Koorda
Shire of Koorda is een Local Government Area (LGA) in de regio Wheatbelt in West-Australië.

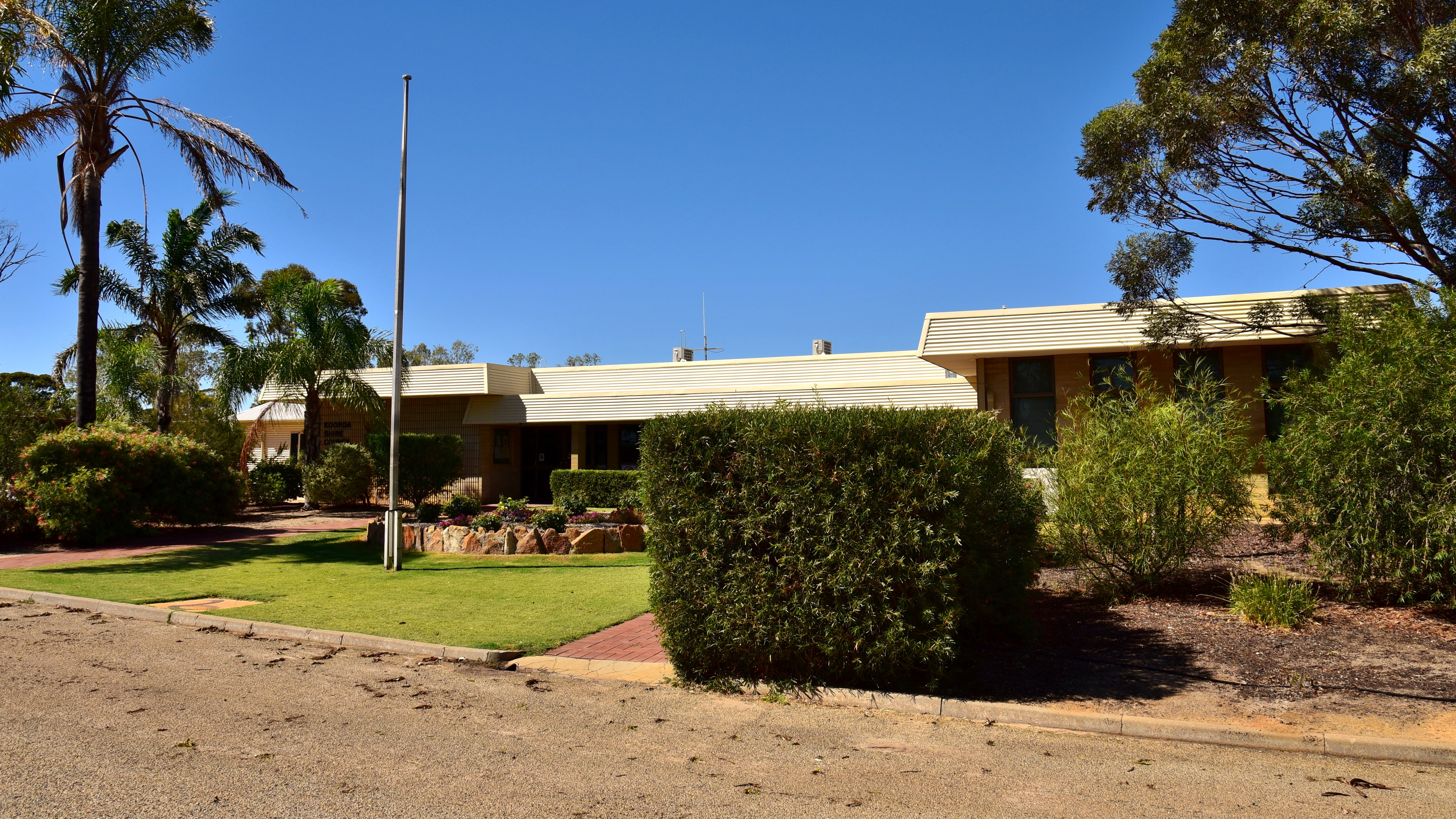
Districtskantoren

## Geschiedenis
Op 18 november 1927 werd het Koorda Road District opgericht. Ten gevolge de 'Local Government Act' van 1960 veranderde het district op 23 juni 1961 van naam en werd de Shire of Koorda.

## Beschrijving
Shire of Koorda is een landbouwdistrict in de regio Wheatbelt. Het is 2.835 km² groot en ligt ongeveer 240 kilometer ten noordoosten van de West-Australische hoofdstad Perth. Er ligt 245 kilometer verharde en 840 kilometer onverharde weg. Shire of Koorda telde 361 inwoners in 2021. De hoofdplaats is Koorda.

## Plaatsen, dorpen en lokaliteiten
- Dukin
- Koorda
- Kulja
- Badgerin Rock
- Mollerin

## Bevolkingsevolutie
| Jaar | bevolkingsaantal |
| ---- | ---------------- |
| 1933 | 728              |
| 1947 | 593              |
| 1954 | 823              |
| 1961 | 953              |
| 1966 | 1.080            |
| 1971 | 1.016            |
| 1976 | 902              |
| 1981 | 746              |
| 1986 | 670              |
| 1991 | 613              |
| 2001 | 431              |
| 2006 | 430              |
| 2011 | 437              |
| 2016 | 414              |
| 2021 | 361              |